# Stacy Davis
Stacy Wright Davis IV (San Diego, 11 ottobre 1994) è un cestista statunitense.